# Cassipourea louisii
Cassipourea louisii är en tvåhjärtbladig växtart som beskrevs av L. Liben. Cassipourea louisii ingår i släktet Cassipourea, och familjen Rhizophoraceae. Inga underarter finns listade i Catalogue of Life.